# Sinozolus
Sinozolus is een geslacht van kevers uit de familie van de loopkevers (Carabidae). De wetenschappelijke naam van het geslacht is voor het eerst geldig gepubliceerd in 1997 door Deuve.

## Soorten
Het geslacht Sinozolus is monotypisch en omvat slechts de volgende soort:
- Sinozolus yuae Deuve, 1997